# Euchromia amoena
Euchromia amoena là một loài bướm đêm thuộc phân họ Arctiinae, họ Erebidae.